# Soedanese luchtmacht
De Soedanese luchtmacht is de luchtmacht van de Noordoost-Afrikaanse republiek Soedan en onderdeel van het Soedanese leger.

## Geschiedenis
De Soedanese luchtmacht werd enkele maanden na de onafhankelijkheid van het land van Groot-Brittannië in 1956 opgericht. De Britten hielpen met de uitbouw door materiaal en training, onder meer Hunting Provost T53-trainingjets, te leveren.
In 1958 kocht de luchtmacht haar eerste transporttoestel, één stuk van de Britse Hunting P.66 President. In 1960 verkreeg ze vier extra Provosts van de Royal Air Force, twee extra Presidents en twee Pembroke C Mk 54's.
In 1962 verkreeg Soedan haar eerste semi-gevechtsvliegtuigen. Het waren twaalf Provosts die de Provost T53 moesten vervangen. In datzelfde jaar verloor de luchtmacht ook vier piloten bij een ongeval. Nog meer toestellen gingen bij ongevallen verloren of moesten hersteld worden.
In 1964 verkreeg de luchtmacht twee Douglas C-47's van Amerikaanse makelij en vier Fokker F27M's uit Nederland. Twee van die laatste gingen later naar de nationale luchtvaartmaatschappij Sudan Airways.

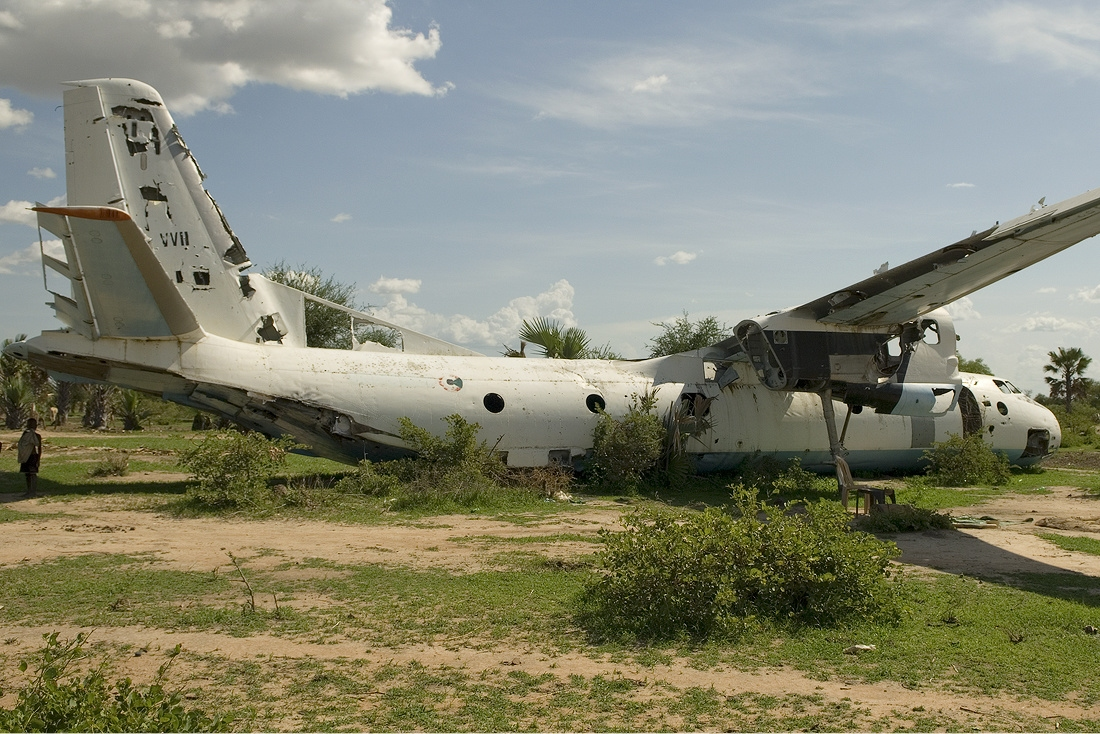
Deze An-26 maakte in 1997 een crash-landing te Gogrial nadat het door SPLA-rebellen onder vuur werd genomen. Deze transporttoestellen werden tijdens de burgeroorlog in het land ingezet als bommenwerper.

Nadat kolonel Jafaar Mohammed Numeiri in 1969 via een staatsgreep de macht overnam ging Soedan bij de Sovjet-Unie en China aanleunen. Op die manier verkreeg het land zestien Shenyang F-4's, Chinese MiG-17F's. Van de Russen verkreeg Soedan MiG-21's, Antonov An-12- en Antonov An-24-transportvliegtuigen en Mil Mi-4- en Mi-8-helikopters. Ook werd in technici en training voorzien.
Vanaf 1971 richtte het land zich opnieuw tot het westen, en de Verenigde Staten in het bijzonder. Toen Russische adviseurs en diplomaten het land werden uitgezet stopte de steun van de Sovjet-Unie. In 1978 verkreeg de Soedanese luchtmacht zes C-130 Hercules-transporttoestellen uit de Verenigde Staten en vier de Havilland Canada DHC-5 Buffalo's uit Canada.
De VS wilden evenwel geen gevechtsvliegtuig leveren en dus wendde Soedan zich in 1977 tot Frankrijk. De aankoop van zestien Dassault Mirage 5's
en Puma-helikopters werd overeengekomen maar die deal werd verbroken toen de VS toch twaalf Northrop F-5's wilden leveren. Het land verkreeg verder twintig Duitse en ook Roemeense helikopters.
In de jaren 1980 kreeg de Soedanese luchtmacht ook drie MiG-23's van buurland Libië. Rond 1990 ging het land opnieuw
Russisch-Chinees materiaal invoeren, met de financiële steun van Iran. Zo kwamen Chinese F-7B-jachtbommenwerpers en Russische
Mil Mi-24-aanvalshelikopters binnen.

## Inventaris

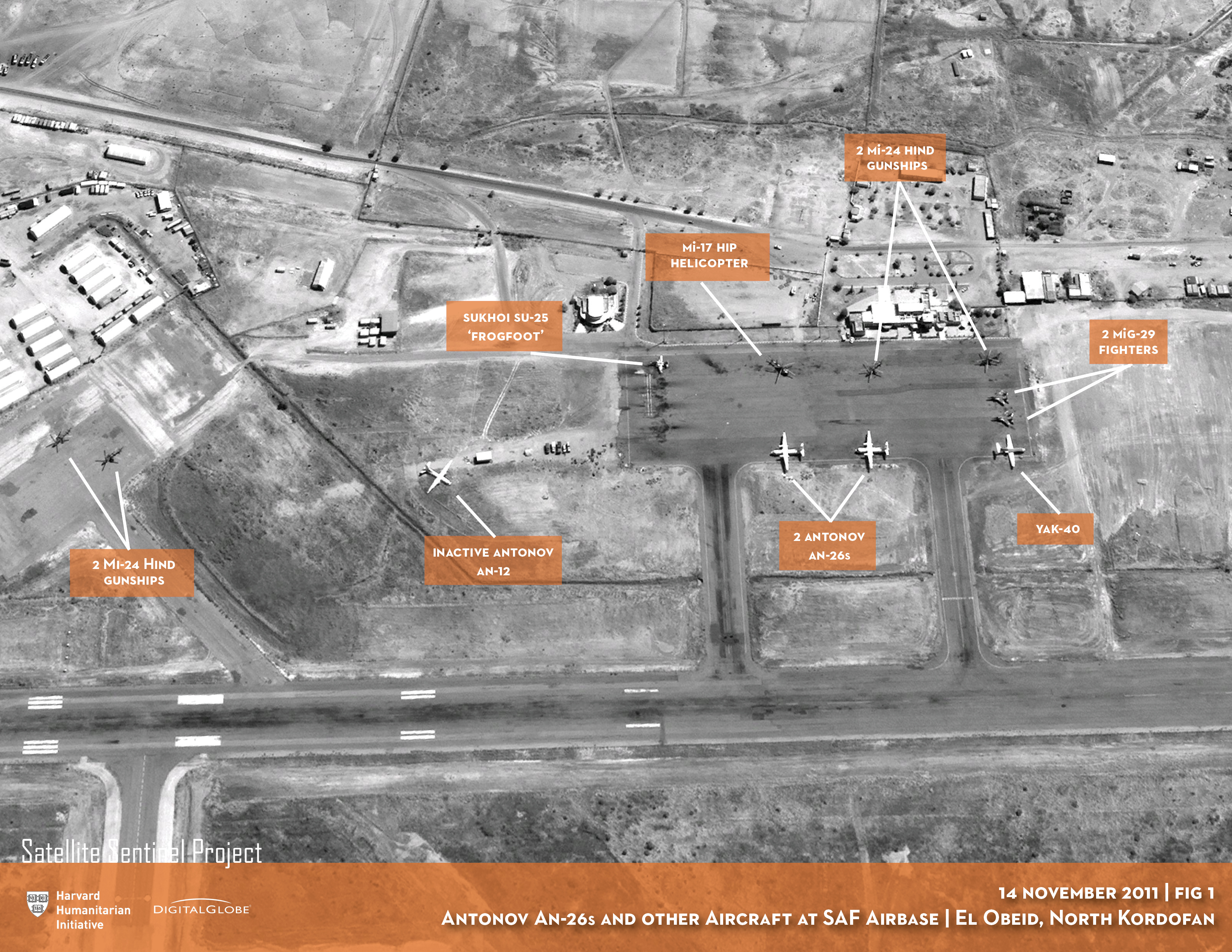
Luchtfoto van de basis in El Obeid; november 2011.

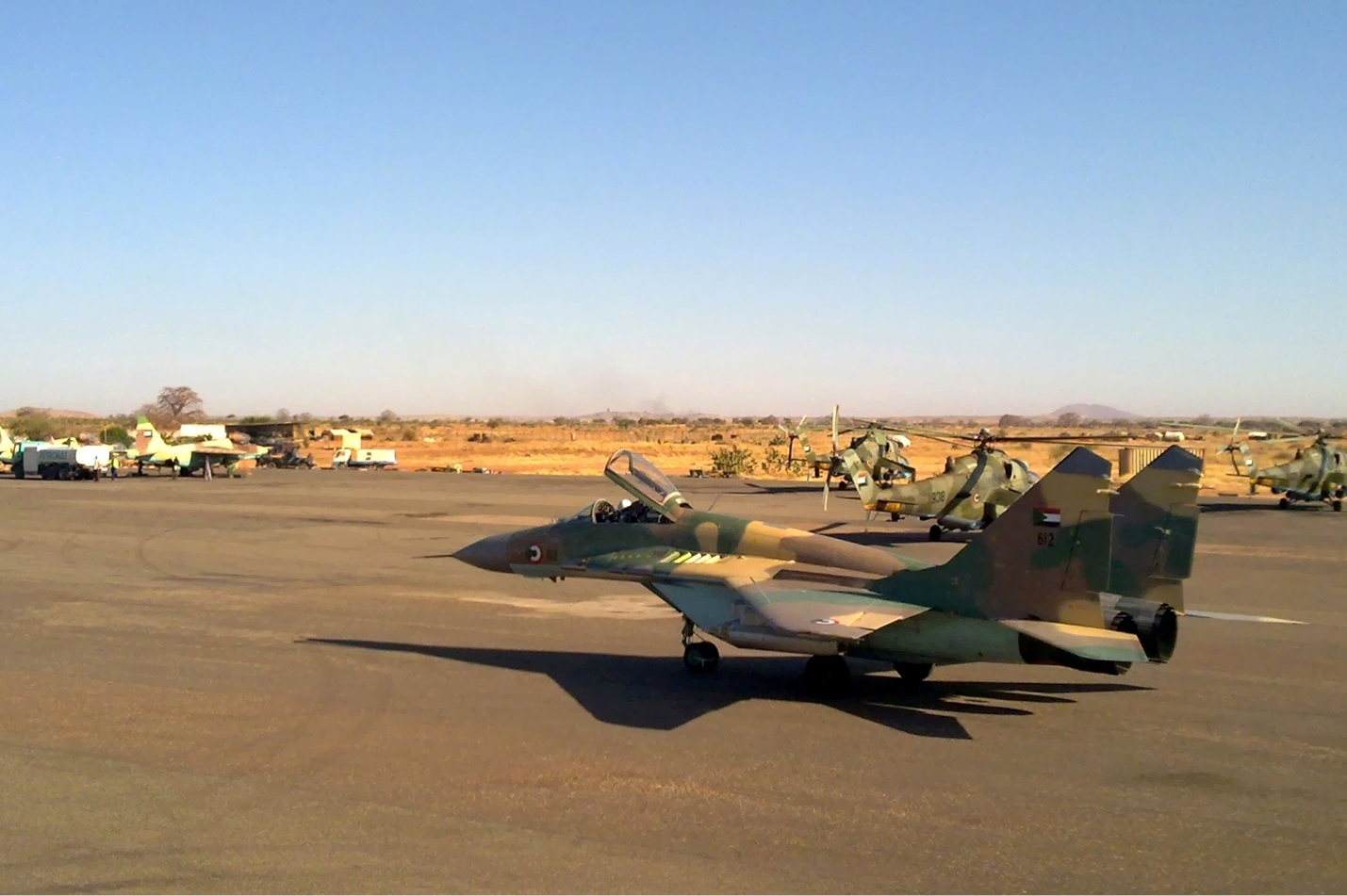
MiG-29; december 2011.

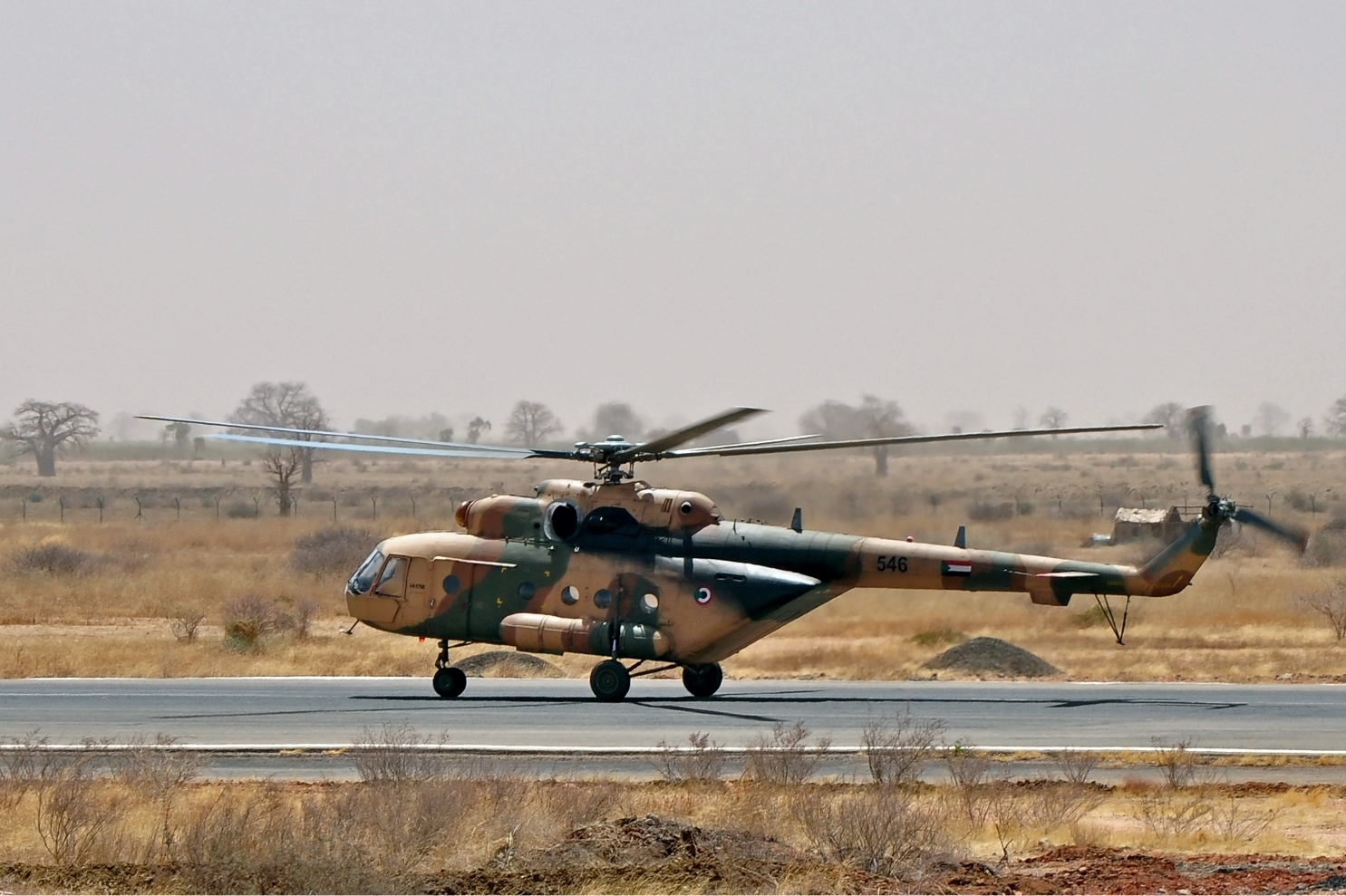
Mil Mi-8AMTSh; april 2012.

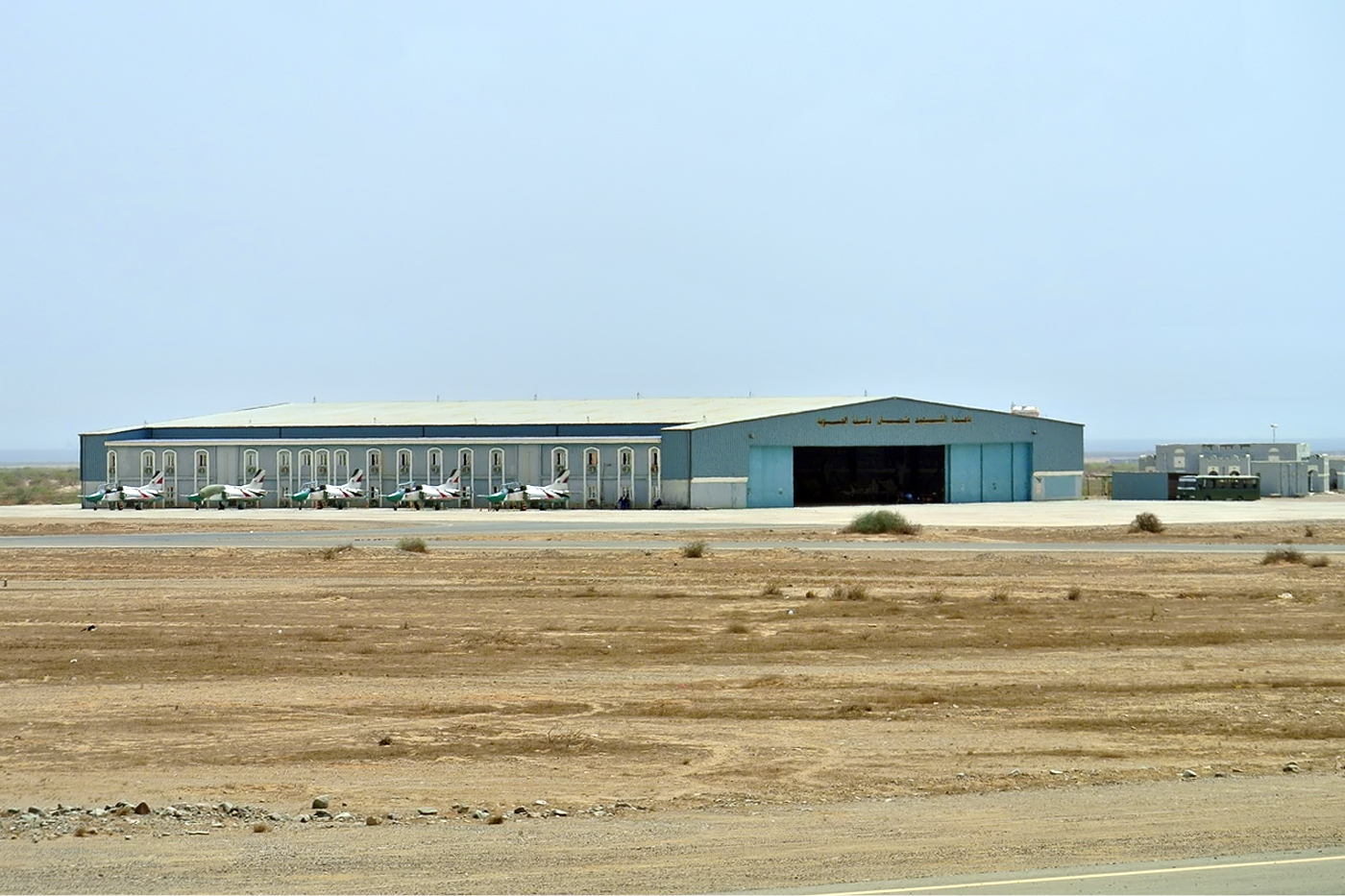
Hongdu K-8-1's; juni 2012.

De Soedanese luchtmacht heeft gedurende verschillende decennia toestellen verworven uit Europa, Noord-Amerika en uit
China. Tijdens de Koude Oorlog heeft het land zowel van Rusland als van de Verenigde Staten gekocht. Momenteel bestaat de inventaris
uit een 200-tal toestellen, gestationeerd op enkele luchtmachtbases in het land waaronder één nabij de hoofdstad Khartoem.
| Toestel                              | Versie(s)      | Aantal (or./nu) | Rol                     | Herkomst              |
| Vliegtuigen                          | Vliegtuigen    | Vliegtuigen     | Vliegtuigen             | Vliegtuigen           |
| ------------------------------------ | -------------- | --------------- | ----------------------- | --------------------- |
| Antonov An-24                        | An-24RV        | 5               | transport               | Sovjet-Unie, Oekraïne |
| Antonov An-26                        | An-26          | 1?              | transport               | Sovjet-Unie           |
| CASA C-212 Aviocar                   | C-212-200      | 2               | transport               | Spanje                |
| de Havilland Canada DHC-5 Buffalo    | DHC-5D         | 3               | transport               | Canada                |
| de Havilland Canada DHC-6 Twin Otter | DHC-6 300      | 1               | verkenning              | Canada                |
| Fokker F27                           | F27 Mk 100     | 1               | passagiers              | Nederland             |
| Falcon 20                            | Falcon 20F     | 1               | passagiers              | Frankrijk             |
| Dassault Falcon 50                   | Falcon 50      | 1               | passagiers              | Frankrijk             |
| MiG-29                               | ?              | 23/24           | gevecht                 | Sovjet-Unie           |
| C-130 Hercules                       | C-130H         | 9               | transport               | Verenigde Staten      |
| Chengdu F-7                          | F-7M           | 22              | gevecht                 | China                 |
| Shenyang F-5                         | F-5, FT-5      | 19              | gevecht                 | China                 |
| Nanchang Q-5                         | A-5            | 15-20           | grondaanval             | China                 |
| MiG-23                               | MiG-23BN       | 3               | gevecht                 | Sovjet-Unie           |
| Hongdu JL-8                          |                | 12              | training, lichte aanval | China                 |
| Helikopters                          |                |                 |                         |                       |
| IAR 330 Puma                         | 330L           | 24              | transport               | Roemenië              |
| Agusta-Bell 212                      | AB212          | 10              | transport               | Verenigde Staten      |
| MBB Bo 105                           | Bo 105CB       | 20              | transport, aanval       | Duitsland             |
| Mil Mi-8                             | Mi-8T          | 6               | transport               | Sovjet-Unie           |
| Mil Mi-17                            |                | 3?              | transport               | Sovjet-Unie           |
| Mil Mi-24                            | Mi-24V, Mi-24P | 12-16           | aanval                  | Sovjet-Unie           |